# Polle Eduard
Robbie (Polle) Eduard (Delft, 2 december 1948) is een Nederlandse zanger, muzikant, tekstschrijver en componist.

## Levensloop
Eduard groeide op in de Wippolder en ging in 1965 als zestienjarige bij de band Tee Set van Peter Tetteroo spelen. Vanwege een ruzie binnen de Tee Set richtte Eduard met Hans van Eijck in 1967 de groep After Tea op. In 1968 had de groep onder het pseudoniem De Martino's een grote hit met Moest dat nou, een parodie op de muziek van De Heikrekels, en het eerste bewijs dat Eduard goed uit de voeten kon met het populaire Nederlandse repertoire. Toen Van Eijck in 1969 terugkeerde naar de Tee Set nam Eduard het leiderschap van After Tea op zich.
In 1971 formeerde hij de Nederlandse rockband Drama, die twee jaar zou bestaan. In 1972 zong hij het door Peter Koelewijn geschreven nummer Nassibal in onder de naam Bart Jansen. In 1973 besloot Eduard om solo te gaan. Zijn toenmalige manager Martin Stoelinga had hem inmiddels voorgesteld aan Nico Haak. Eduard ging nummers voor Haak schrijven. Aanvankelijk gebruikte hij hiervoor zijn Martino's-pseudoniem A. Lopikerwaard. Onder deze naam schreef Eduard samen met Peter Koelewijn het nummer Honkie-tonkie Pianissie. Later schreef hij ook nummers onder zijn eigen naam.
Eduard nam in 1976 bij platenmaatschappij Polydor zijn debuutalbum Net op tijd op. Op deze elpee stond de single De bokser. De plaat werd geen hit, en wegens het uitblijven van succes ging Eduard in 1978 opnieuw samenwerken met Peter Koelewijn. Samen waren ze verantwoordelijke voor Nico Haaks grote hit Is je moeder niet thuis. Koelewijn produceerde in 1979 ook Eduards single Ik wil jou. Het nummer werd een bescheiden hit. Hierop richtte Eduard de Polle Eduard Band op.
In 1981 gingen Polydor en Polle Eduard uit elkaar. Bij platenmaatschappij Mercury nam hij de single Sophie op, die echter flopte. In 1983 kwam de lp Onderweg ... hoezo? uit, met hierop de single Ik wil je nooit meer zien, die de Tipparade haalde. Op dit album stond ook het nummer Ha, ha, ha, ha, geschreven door Henny Vrienten. Hierna werkte Eduard onder andere met Hans Vermeulen, Chris Hinze en Jody Pijper. In 1987 nam hij met de Polle Eduard Band nog het album De andere kant van de schaduw op, dat het duet Alleen jij met Jody Pijper bevatte.
Eduard voegde zich in 1996 bij Pur Sang, de begeleidingsband van Rob de Nijs. Daarnaast was hij bezig met het produceren van een nieuwe Nederlandstalige soloplaat.
In 2000 verscheen de single De rivier en het album Verslaafd aan jou. Eduard bleef bij de band van Rob de Nijs spelen en was daarnaast een van de drijvende krachten achter het Delftse Let's Stick Together Project.
Tijdens de Haagse Beatnach op Parkpop van 2005 was hij een van de optredende acts. Hij speelde mee in de begeleidingsband en zong zijn hit Ik wil jou.
In 2018 trad Eduard samen met Rudy Bennett, Maarten Spanjer, Arno Smit, Specs Hildebrand en The New Motion op in de nostalgische muziektheatershow Rot op met die geraniums over de jaren 50 en 60 van de twintigste eeuw, in 2019 gevolgd door De Beatshow, een soortgelijke theatershow, dit keer met Rudy Bennett, Maarten Spanjer, Specs Hildebrand, Theo van Es en The Motions.

## Discografie

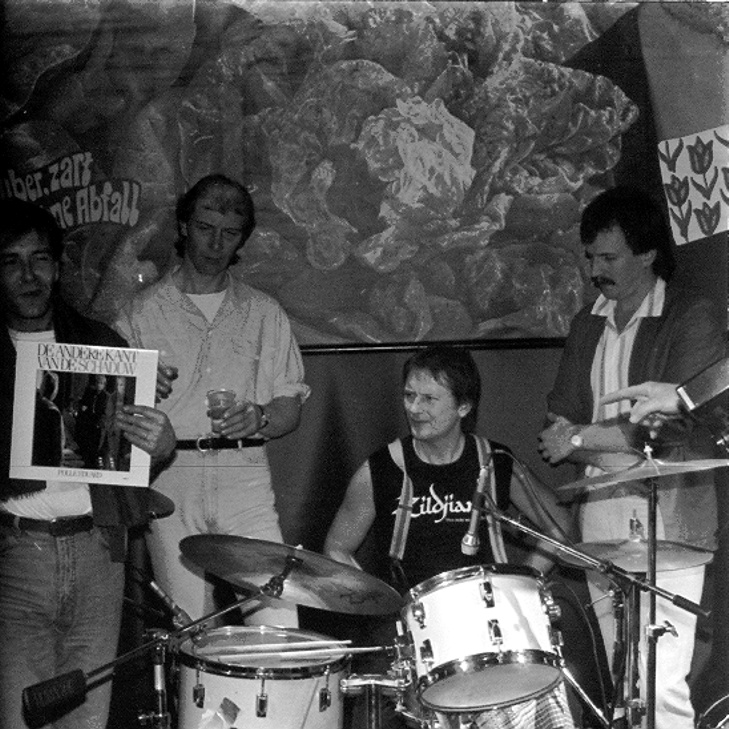
Presentatie van het album De andere kant van de schaduw van de Polle Eduard Band (1987)

### Albums
- Net op tijd, (lp, 1976)
- Polle, (lp, 1979)
- Aan de andere kant van de schaduw, (lp/cassette, 1987)
- Verslaafd aan jou, (cd, 2000)

Polle Eduard Band
- Onderweg... hoezo? (lp/cassette, 1983)

### Singles
- Nassibal (als Bart Jansen, 1972)
- Peter & Polle - I Can't Live Without You / (B-kant) Trains Are Coming (7", 1974)
- Peter & Polle - I'm About to Lose My Mind / (B-kant) Fill the Word with Joy (7", 1974)
- Watch Me / (B-kant) Can't Help It (7", 1975)
- De bokser / (B-kant) Ik zie wat ik wil zien (7", 1976)
- Waanzin of echt / (B-kant) Zo lui (7", 1977)
- Ik wil jou / (B-kant) Dwaas (7", 1979)
- Ich bin verrückt nach dir / (B-kant) Doof (7", 1979)
- Wil / (B-kant) Jongens er achteraan (7", 1979)
- De vogel is gevlogen / (B-kant) Geluk, bekijk 't maar (7", 1980)
- Sofie / (B-kant) Als een beest (7", 1982)
- Polle & Jody - Alleen jij / (B-kant) Terug naar af (7", 1986)
- Iedereen lacht / (B-kant) Vrienden (7", 1986)
- t Gaat om de sport / (B-kant) Voor de lol (7", 1986)
- In de stad / (B-kant) Terug naar af (7", 1987)
- De rivier / (B-kant) De Rivier, akoestisch versie (cd, 2000)
- De bokser / (B-kant, Willem Duyn) Bluffers en suffers (7", 2011)

Polle Eduard Band
- Cecilia (7", 1981)
- Sofie (7", 1982)
- Ik wil je nooit meer zien (7"-picturedisc, 1982)
- Het kan me niet schelen (7", 1982)
- Binnenkort (7", 1983)
- Selectie van "Onderweg... hoezo?" (7"-flexidisc, 1983)
- Dat is liefde (7", 1984)

### NPO Radio 2 Top 2000
| Nummer met noteringen in de NPO Radio 2 Top 2000 | '99  | '00 | '01  | '02  | '03-'06 | '07  |
| ------------------------------------------------ | ---- | --- | ---- | ---- | ------- | ---- |
| Ik wil jou                                       | 1572 | -   | 1619 | 1966 | -       | 1984 |

1. ↑  Een '-' betekent dat het nummer niet was genoteerd en een vetgedrukt getal geeft de hoogste notering aan.
2. ↑  Deze tabel is bijgewerkt tot en met de laatste editie (2024).